# Campeonato Mundial de Boxeo Aficionado Femenino
El Campeonato Mundial de Boxeo Aficionado Femenino es la máxima competición internacional de boxeo aficionado para mujeres. Se efectúa desde 2001 y es organizado por la Asociación Internacional de Boxeo Aficionado (AIBA).
Este campeonato se realiza por separado, en distinta fecha y sede, del Campeonato Mundial Masculino.
Las categorías en las que se compite por el título mundial son diez: 
- peso minimosca (48kg), mosca (51kg), gallo (54kg), pluma (57 kg), ligero (60kg), wélter ligero  (64kg), wélter (69kg), medio (75kg), semipesado (81kg) y pesado (+81 kg).

## Ediciones
| Núm  | Año  | Sede        | País           |
| ---- | ---- | ----------- | -------------- |
| I    | 2001 | Scranton    | Estados Unidos |
| II   | 2002 | Antalya     | Turquía        |
| III  | 2005 | Podolsk     | Rusia          |
| IV   | 2006 | Nueva Delhi | India          |
| V    | 2008 | Ningbo      | China          |
| VI   | 2010 | Bridgetown  | Barbados       |
| VII  | 2012 | Qinhuangdao | China          |
| VIII | 2014 | Jeju        | Corea del Sur  |
| IX   | 2016 | Astaná      | Kazajistán     |
| X    | 2018 | Nueva Delhi | India          |
| XI   | 2019 | Ulán-Udé    | Rusia          |
| XII  | 2022 | Estambul    | Turquía        |

### Medallero histórico
- Actualizado a Estambul 2022.

| Núm. | País            | Oro | Plata | Bronce | Total |
| ---- | --------------- | --- | ----- | ------ | ----- |
| 1    | Rusia           | 24  | 11    | 25     | 60    |
| 2    | China           | 18  | 15    | 17     | 50    |
| 3    | Turquía         | 11  | 8     | 16     | 35    |
| 4    | India           | 10  | 8     | 21     | 39    |
| 5    | Estados Unidos  | 8   | 9     | 22     | 39    |
| 6    | Corea del Norte | 8   | 7     | 10     | 25    |
| 7    | Canadá          | 8   | 3     | 17     | 28    |
| 8    | Irlanda         | 8   | 1     | 1      | 10    |
| 9    | Kazajistán      | 5   | 5     | 13     | 23    |
| 10   | Italia          | 4   | 5     | 4      | 13    |
| 11   | Francia         | 4   | 3     | 5      | 12    |
| 12   | China Taipéi    | 4   | 0     | 2      | 6     |
| 13   | Ucrania         | 3   | 7     | 10     | 20    |
| 14   | Reino Unido     | 3   | 6     | 6      | 15    |
| 15   | Hungría         | 3   | 5     | 11     | 19    |
| 16   | Suecia          | 3   | 2     | 6      | 11    |
| 17   | Filipinas       | 2   | 2     | 7      | 11    |
| 18   | Brasil          | 2   | 1     | 3      | 6     |
| 19   | Rumania         | 1   | 5     | 8      | 14    |
| 20   | Polonia         | 1   | 4     | 7      | 12    |
| 21   | Bulgaria        | 1   | 2     | 3      | 6     |
| 22   | Bielorrusia     | 1   | 1     | 2      | 4     |
| 23   | Panamá          | 1   | 1     | 0      | 2     |
| 24   | Alemania        | 1   | 0     | 2      | 3     |
| 25   | Lituania        | 1   | 0     | 0      | 1     |
| 26   | Tailandia       | 0   | 3     | 6      | 9     |
| 27   | Países Bajos    | 0   | 3     | 5      | 8     |
| 28   | Noruega         | 0   | 3     | 1      | 4     |
| 29   | Argentina       | 0   | 2     | 3      | 5     |
| 30   | Azerbaiyán      | 0   | 2     | 1      | 3     |
| 31   | Colombia        | 0   | 2     | 2      | 4     |
| 32   | Dinamarca       | 0   | 1     | 5      | 6     |
| 33   | Australia       | 0   | 1     | 4      | 5     |
| 34   | Grecia          | 0   | 1     | 2      | 3     |
| 35   | Argelia         | 0   | 1     | 1      | 2     |
|      | Marruecos       | 0   | 1     | 1      | 2     |
|      | Mozambique      | 0   | 1     | 1      | 2     |
| 38   | Jamaica         | 0   | 1     | 0      | 1     |
|      | Suiza           | 0   | 1     | 0      | 1     |
| 40   | Finlandia       | 0   | 0     | 4      | 4     |
| 41   | Japón           | 0   | 0     | 3      | 3     |
| 42   | Egipto          | 0   | 0     | 2      | 2     |
|      | Corea del Sur   | 0   | 0     | 2      | 2     |
|      | Uzbekistán      | 0   | 0     | 2      | 2     |
| 45   | Kosovo          | 0   | 0     | 1      | 1     |
|      | Moldavia        | 0   | 0     | 1      | 1     |
|      | Mongolia        | 0   | 0     | 1      | 1     |
|      | Nueva Zelanda   | 0   | 0     | 1      | 1     |
|      | España          | 0   | 0     | 1      | 1     |
|      | Tayikistán      | 0   | 0     | 1      | 1     |
|      | Túnez           | 0   | 0     | 1      | 1     |
|      | Vietnam         | 0   | 0     | 1      | 1     |
|      | TOTAL           | 135 | 134   | 269    | 538   |